# Zumbacón-Gavilán
Zumbacón-Gavilán es un barrio de Córdoba (España) perteneciente al Distrito Levante de la ciudad. Está situado entre Chinales, la avenida Agrupación Córdoba, la avenida de los Almogávares y las vías del ferrocarril por el norte. Su nombre quizás provenga de "socavón". 

## Historia
Su origen fueron las humildes chabolas y viviendas de autoconstrucción levantadas en esta zona durante el siglo XX y sin ningún tipo de norma urbanística ni incluso técnica. Era el barrio más pobre de Córdoba y su nombre estaba ligado a la miseria y al hambre. 
En el año 1954 el Ayuntamiento de Córdoba aprueba la desaparición de la zona conocida como el Zumbacón debido a la pésima situación de la zona, con unas condiciones paupérrimas y la creación en su lugar de una zona verde. En los años 60 el alcalde Antonio Guzmán termina con las edificaciones. Sus habitantes fueron realojados por el Ayuntamiento de Córdoba entre otros, en Cañero.